# Conrad Leontorius
Konrad Töritz, auch Conradus Leontorius (* um 1465 in Leonberg; † 7. Januar 1511 in Engenthal (Basel)) war ein deutscher Zisterziensermönch, Theologe und Humanist. Er nennt sich später in der gräzisierten bzw. latinisierten Form nach seinem Geburtsort.

## Leben und Wirken
Leontorius soll Mitte der 1470er Jahre in Basel bei Johann Amerbach gewesen sein und dort wahrscheinlich auch Johannes Reuchlin kennengelernt haben. Mit Reuchlin blieb er zeitlebens verbunden. Später trat er als Mönch in das Zisterzienserkloster Maulbronn ein, wo Leontorius auch seine Ordensgelübde ablegte. Vom Jahre 1489 bis 1495 war er als Sekretär des Generalabts des Zisterzienserordens Jean de Cirey († 1503) in Dijon tätig. 
Zwischenzeitlich am 23. Juni 1492 findet sich Leontorius in der Matrikel der Universität Heidelberg; es bleibt aber offen, ob er dort studierte. In Heidelberg verbrachte er mehrere Monate und stand in den Diensten des Bischofs Johann III. von Dalberg. Später reiste er, wahrscheinlich um seine Studien fortzusetzen, durch Italien und Frankreich. So hielt er sich 1489 in Rom auf. Sodann war er Konventuale im elsässischen Kloster Pairis bei Colmar. 
Durch seinen Freund und Förderer Johannes Reuchlin wurde er, über das Griechische und Lateinische hinaus, zum Studium der hebräischen Sprache inspiriert. Conrad war, wie auch sein Vertrauter Reuchlin, davon überzeugt, dass erst hebräische Sprachkenntnisse ein gründliches Verständnis der Heiligen Schrift gewährleisteten.
Im Jahr 1503 trat er in Verbindung zum Zisterzienserfrauenkloster in Engenthal unweit von Muttenz, dort wirkte Leontorius als Beichtvater.
Leontorius unterhielt enge Verbindungen zu anderen Humanisten wie Jacob Wimpfeling, Johannes Trithemius und Konrad Celtis sowie zu dem Basler Buchdrucker Johannes Petri.

## Werke
- Textus biblie cu[m] glossa ordinaria Nicolai de lyra postilla moralitatibus eiusdem Pauli Burge[n]sis additio[n]ibus Matthie Thoring replicis … Addita quibus sunt nuperrime vltra dilige[n]tissimam & castigatissima[m] eme[n]dationes & lima[m] historie no[n] inuenuste: et figurate littere capitis cuiuslibet exordioque totam rem descripta[m] clarius qu[ae] possit aperiunt.
- Repertorium alphabeticum sententiarum prestantium, & scitu dignarum, ueteris & noui testamenti contentiuum: decerptarum ex glossa ordinaria, glossa interlineari : Postilla literali & morali Nicolai Lyrani … ac questione quodlibetica; eiusdem utrum Messias deus & homo existens, & in lege promissus, uenerit; an adhuc uenturus a iudaeis uere expectetur; libello responsali obinctionibus cuiusdam iudei contra evangelium Matthei : item ex Pauli Episcopi Burgensis Iudaismum repudiantis additionibus an postillam; praeterae ex Matthiae Thoring, correctorio sive replicis
- Privilegia ordinis Cisterciensis : Collecta quorundam privilegiorum ordinis Cisterciensis. Dijon : Peter Metlinger, 4. VII. 1491 (Digitalisat)